# Sphingonaepiopsis pusilla
Sphingonaepiopsis pusilla är en fjärilsart som beskrevs av Butler 1875. Sphingonaepiopsis pusilla ingår i släktet Sphingonaepiopsis och familjen svärmare. Inga underarter finns listade i Catalogue of Life.